# Guerrilha do Caparaó

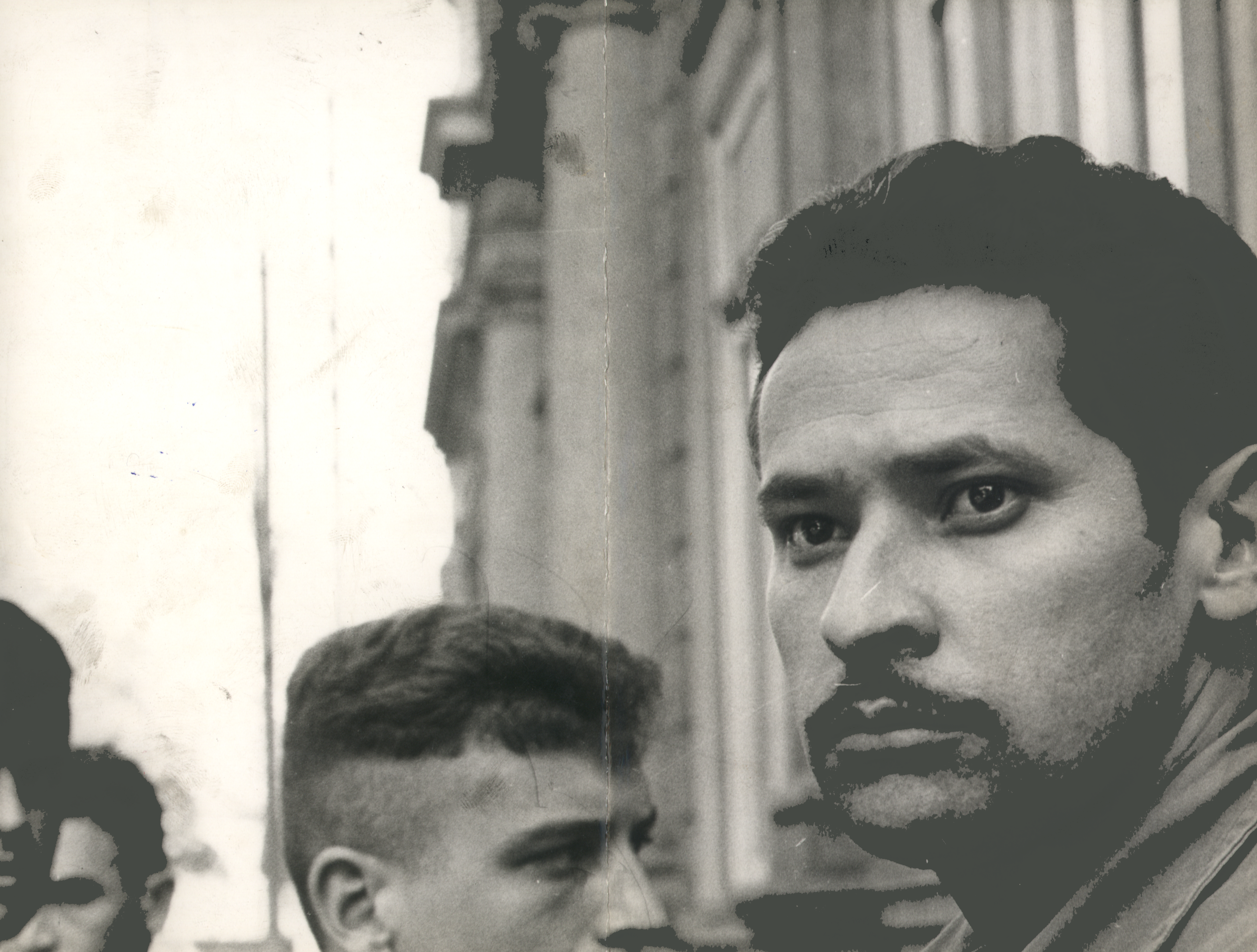
Guerrilheiros do Caparaó sendo conduzidos ao Superior Tribunal Militar, 20 de abril de 1967. Em primeiro plano um dos líderes de Caparaó, o terceiro sargento do Exército Deodato Batista Fabrício. Ele acabou condenado a 2 anos e 6 meses de prisão, sendo anistiado em 1979. Arquivo Nacional

A Guerrilha do Caparaó foi a segunda tentativa de insurgência armada contra a ditadura militar brasileira feita por ex-militares cassados. Inspirado na guerrilha de Serra Maestra, teve lugar na serra do Caparaó, divisa entre os estados do Espírito Santo e Minas Gerais, no período entre 1966 e 1967.

## Histórico
Promovida pelo Movimento Nacionalista Revolucionário - MNR, organização baseada inicialmente em Montevidéu, a guerrilha contou com o apoio financeiro de Cuba, obtido através de negociações entre Leonel Brizola, auxiliado pela A.P[carece de fontes?] e o governo cubano. Segundo Denise Rollemberg, alguns membros do grupo - majoritariamente constituído por ex-militares, expulsos das forças armadas - também receberam treinamento em Cuba.

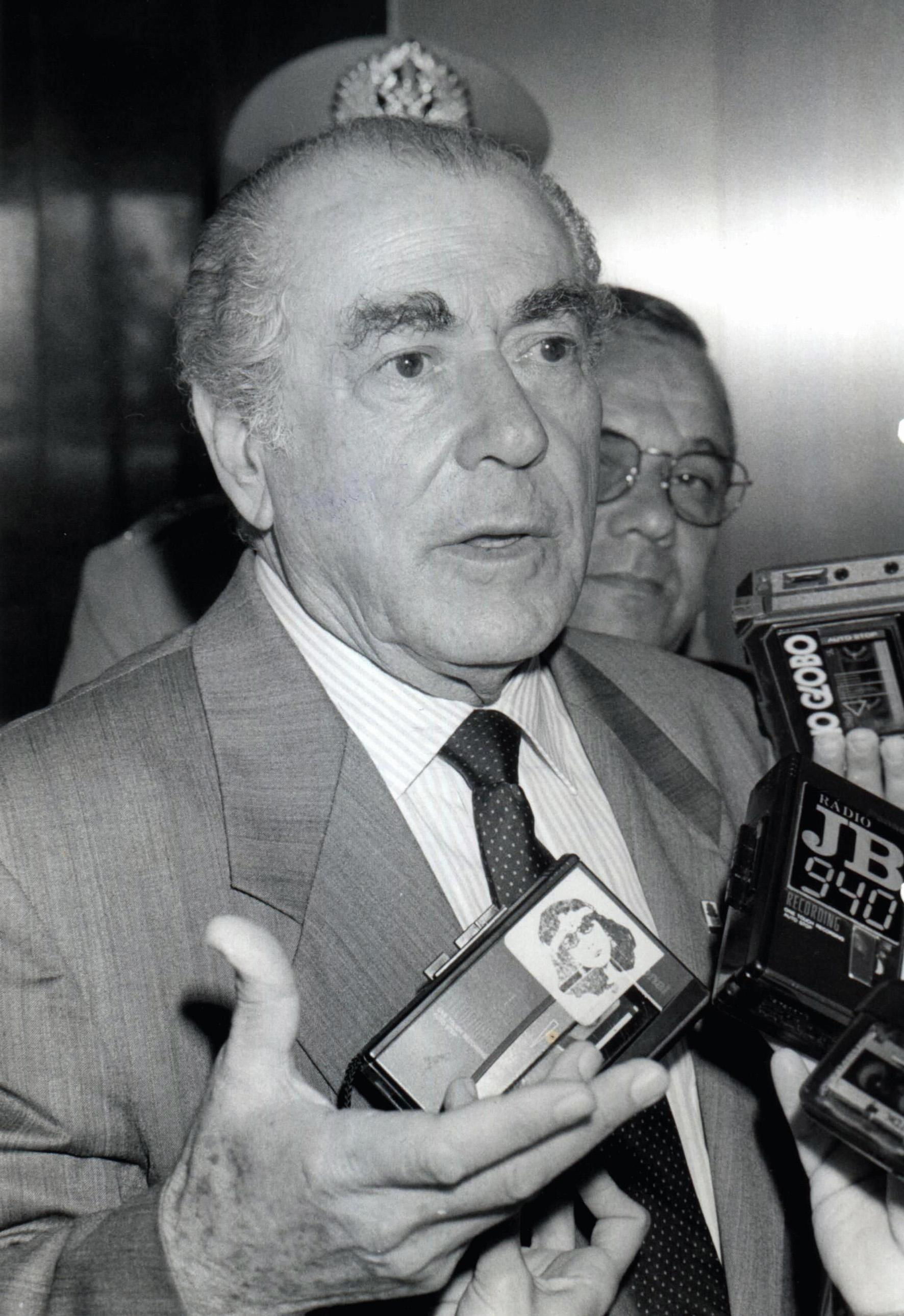
Leonel Brizola, figura política que teve destaque neste evento.

Posteriormente o governo cubano teria preferido apoiar Carlos Marighella. O movimento perdeu seu suporte financeiro e os guerrilheiros foram praticamente abandonados no alto da serra.
Na verdade, a tentativa de implantação de uma guerrilha na serra de Caparaó foi frustrada antes mesmo que o movimento entrasse em ação. Os seus integrantes permaneceram no local por alguns meses realizando treinamentos e o reconhecimento da região e foram presos pela Polícia Militar mineira após serem denunciados pela própria população. Consta que o grupo, desassistido pela organização, começara a roubar e a abater animais para não morrer de fome - razão pela qual acabou sendo alvo de denúncia à polícia.
Descoberto pelos serviços de inteligência, o movimento foi rechaçado em abril de 1967, por um grupo da Polícia Militar do Estado de Minas Gerais. Segundo as fontes, praticamente não houve troca de tiros. Os guerrilheiros, cerca de vinte homens esgotados e famintos - alguns bastante debilitados pela peste bubônica - foram presos no próprio sítio onde se abrigavam ou nas cidades vizinhas. Moradores da região também foram detidos para investigação.

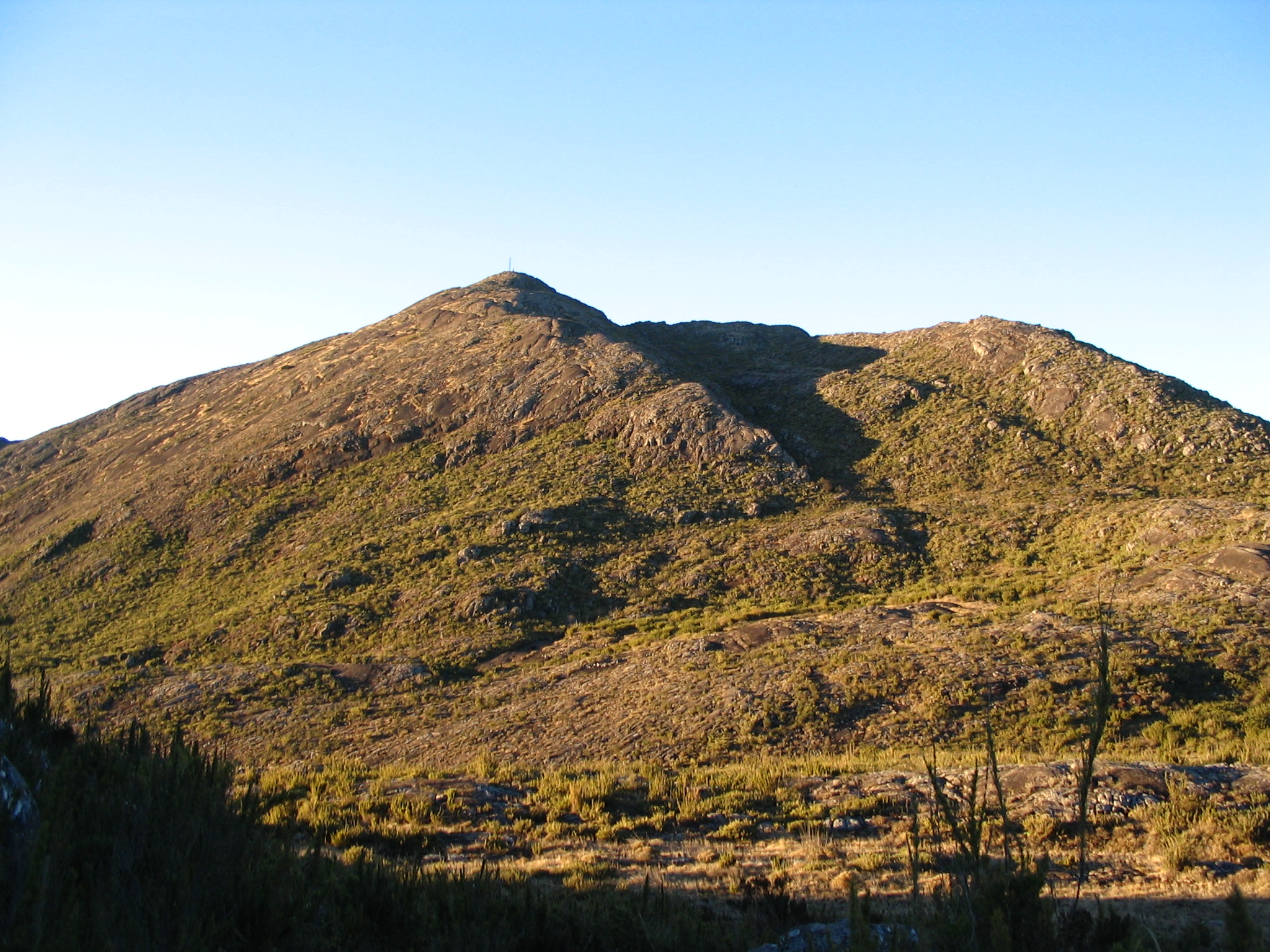
Pico da Bandeira, local em que aconteceu a Guerrilha do Caparaó.

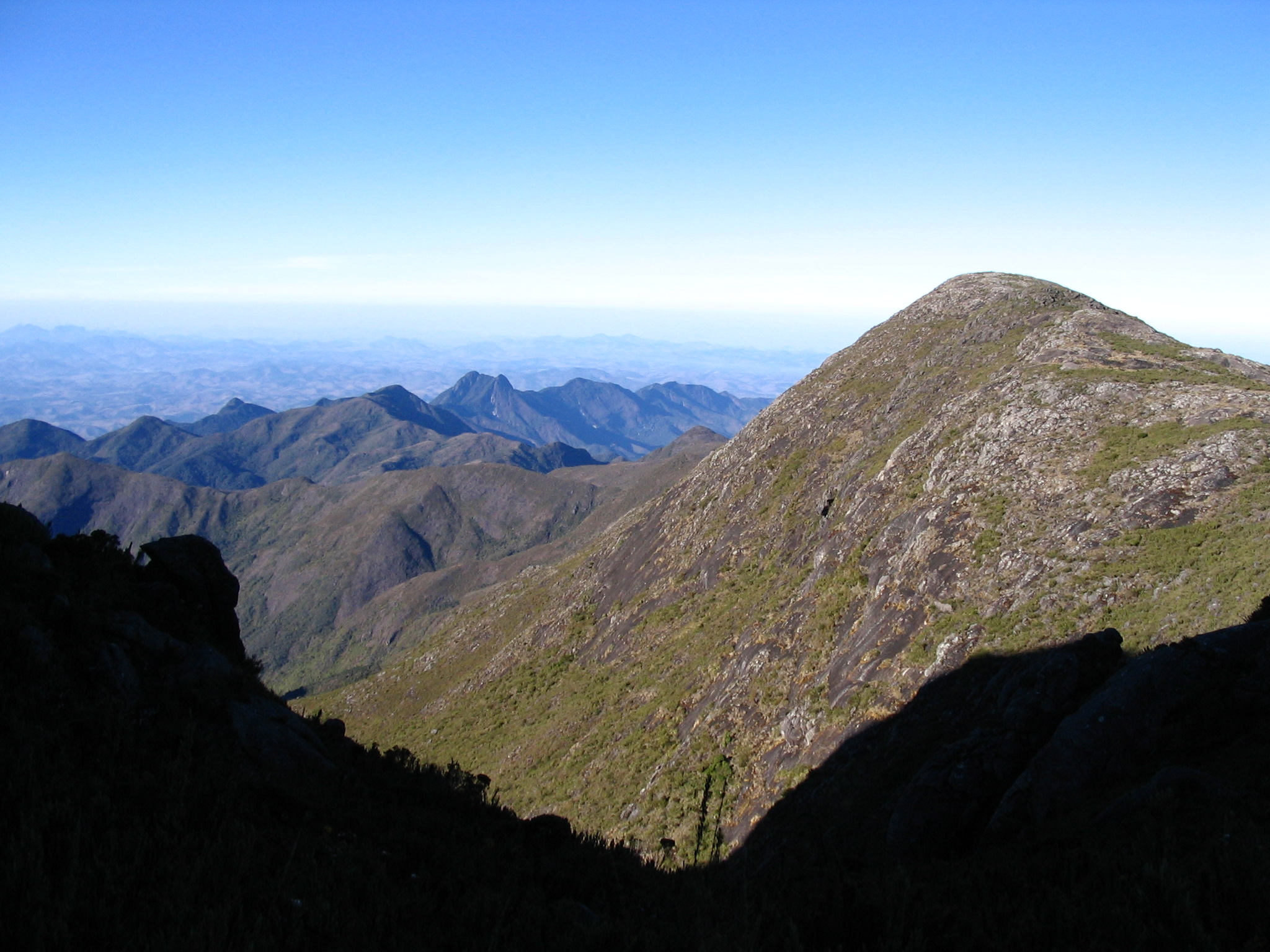
Parque Nacional do Caparaó.

Mais tarde, com todos os guerrilheiros presos, as forças armadas chegaram a questionar se aqueles homens eram mesmo revolucionários ou apenas criminosos comuns. Então, a polícia mineira os fotografou e fotografou também os seus documentos, o que comprovava serem ex-militares. Foi armada então uma grande operação conjunta do Exército e da Força Aérea, com apoio da polícia, para eliminar outros guerrilheiros que pudessem estar escondidos na serra. No entanto, não havia mais ninguém e a operação não passou de uma demonstração de força com o objetivo de desencorajar outros focos de resistência armada pelo país.